# NGC 6276
NGC 6276 (również IC 1239 lub PGC 59419) – galaktyka soczewkowata (S0), znajdująca się w gwiazdozbiorze Herkulesa. Odkrył ją Albert Marth 10 czerwca 1864 roku.